# Francesco Della Sala
Francesco Della Sala (Avellino, 1912 – Napoli, 1989) è stato un architetto italiano.

## Biografia
Nel 1947 aprì lo Studio Tecnico di Ingegneri e Architetti Associati insieme all'ingegnere Luigi Cosenza.
Nell'immediato dopoguerra, insieme a Cosenza e altri, progettò diversi complessi di case popolari, tra cui si ricordano il Rione Mazzini, il Rione D'Azeglio, il Rione Cesare Battisti e il Rione Luzzati; progetti significativi dell'edilizia privata sono Villa Ferri in via Nevio a Posillipo, un intervento al Vomero, e Villa Roehereke a Forio d'Ischia.
Particolare è il rione popolare di Torre Ranieri a Posillipo, realizzato insieme a Luigi Cosenza e Adriano Galli utilizzando tecniche particolari con l'applicazione di criteri uniti all'industrializzazione in edilizia pubblica; il progetto è analogo ad alcune realizzazioni create da Piero Bottoni a Milano.
Dopo questi anni di intensa attività, trascorse un periodo negli Stati Uniti d'America, nello studio di Walter Gropius e si dedicò anche all'insegnamento.
L'esperienza in seno all'International Style, di cui Gropius era esponente di primo piano, è visibile nell'asilo di via Marco Aurelio nel Rione Traiano a Soccavo.
Ritornato a Napoli, nel 1951 progettò, insieme a Carlo Cocchia e Giulio De Luca, il rione popolare di Stella Polare in via Marina (oggi deturpato). Il suo studio divenne una fucina di talenti come Riccardo Dalisi e Massimo Pica Ciamarra.